# The Breakthrough
Pour les articles homonymes, voir Breakthrough.
Albums de Mary J. Blige
Love & Life
(2003) Growing Pains
(2007)
Singles
1. MJB da MVP
Sortie : 18 avril 2005
2. Be Without You
Sortie : 15 septembre 2005
3. Enough Cryin'
Sortie : 2 mars 2006
4. One
Sortie : 3 avril 2006
5. Take Me as I Am
Sortie : 17 août 2006

The Breakthrough est le septième album studio de Mary J. Blige, sorti le 20 décembre 2005.
L'album s'est classé 1er au Billboard 200, au Top R&B/Hip-Hop Albums et au Top Internet Albums et a été certifié triple disque de platine par la Recording Industry Association of America (RIAA) le 10 avril 2007.
En 2007, Mary J. Blige a remporté trois Grammy Awards dans les catégories « meilleur album RnB », « meilleure prestation vocale RnB féminine » et « meilleure chanson RnB » pour Be Without You, et a reçu quatre nominations dans les catégories « enregistrement de l'année » et « chanson de l'année » pour Be Without You, « meilleure collaboration pop avec chant » pour One, featuring U2, et « meilleure prestation vocale RnB traditionnel » pour I Found My Everything.

## Liste des titres
| No  | Titre                                            | Auteur | Contient un (des) sample(s) de | Durée |
| --- | ------------------------------------------------ | --- | --- | ----- |
| 1.  | No One Will Do                                   | Erik Ortiz, Kevin Crowe, Clifford Brown III, Dave Young, Bunny Sigler                                                                                         | I Swear, I Love No One but You des O'Jays | 4:46  |
| 2.  | Enough Cryin' (featuring Brook Lynn)             | Mary J. Blige, Rodney Jerkins, Sean Garrett, Shawn Carter | | 4:20  |
| 3.  | About You (featuring will.i.am)                  | Blige, William Adams, Keith Harris, Anthony Newley, Leslie Bricusse                                                                                           | Feeling Good de Nina Simone | 4:04  |
| 4.  | Be Without You                                   | Blige, Bryan-Michael Cox, Jason Perry, Johnta Austin | | 4:06  |
| 5.  | Gonna Breakthrough (featuring Brook Lynn)        | Blige, Wynter Gordon, Dernst Emile, Quarun Wages, Harry Palmer                                                                                                | The Champ des Mohawks | 4:00  |
| 6.  | Good Woman Down                                  | Blige, Sean Garrett, Patrick Douthit, Robert Aries, Freddie Jackson, Meli'sa Morgan                                                                           | Heart Breaking Decision de Meli'sa Morgan | 4:07  |
| 7.  | Take Me as I Am                                  | Jordan Suecof, Ezekiel Lewis, Candice Nelson, Keri Hilson, Thabiso Nkhereanye, Lonnie Liston Smith                                                            | A Garden of Peace de Lonnie Liston Smith | 3:57  |
| 8.  | Baggage                                          | Blige, James Harris III, Terry Lewis, Bobby Ross Avila, Issiah J. Avila, James Q. Wright, Dave Young                                                          | | 3:35  |
| 9.  | Can't Hide from Luv (featuring Jay-Z)            | Blige, Andre Harris, Vidal Davis, Ryan Toby | I Wanna Be Where You Are de Willie Hutch | 3:52  |
| 10. | MJB da MVP (featuring 50 Cent)                   | Curtis Jackson, Jayceon Taylor, Andre Lyon, Marcello Valenzano, Norman Harris, Ron Baker, Allen Felder, James Johnson, Patrice Rushen, Karen Evans, Roy Ayers | Hate It or Love It de The Game featuring 50 Cent Everybody Loves the Sunshine du Roy Ayers Ubiquity Remind Me de Patrice Rushen You Don't Have to Worry de Mary J. Blige | 3:21  |
| 11. | Can't Get Enough                                 | Blige, James Harris III, Terry Lewis, Bobby Ross Avila, Issiah J. Avila                                                                                       | | 3:40  |
| 12. | Ain't Really Love                                | Blige, Bryan-Michael Cox, Johnta Austin, Candice Childress | | 4:40  |
| 13. | I Found My Everything (featuring Raphael Saadiq) | Blige, Raphael Saadiq, Kevin Wooten, Robert Ozuna | | 5:23  |
| 14. | Father in You                                    | Blige, Andre Harris, Vidal Davis, Ryan Toby | | 5:23  |
| 15. | Alone (featuring Dave Young)                     | Davel « Bo » McKenzie, Dave Young | | 4:29  |
| 16. | One (featuring U2)                               | Bono, Adam Clayton, The Edge, Larry Mullen Jr. | | 4:20  |

| 17. | So Lady | Blige, Saadiq, Teedra Moses | 4:16 |

| 17. | So Lady   | Blige, Saadiq, Moses            |                                                   | 4:16 |
| 18. | Show Love | Blige, Garrett, Chucky Thompson | Knock Yourself Out de Jadakiss featuring Pharrell | 3:40 |

| 17. | So Lady     | Blige, Saadiq, Moses     | 4:16 |
| 18. | Show Love   | Blige, Garrett, Thompson | 3:40 |
| 19. | Out My Head | Blige                    | 3:41 |